# Alexa Ray Joel
Alexa Ray Joel (Manhattan, Nueva York, 29 de diciembre de 1985) es una cantante, compositora y pianista estadounidense. Sus padres son el cantautor Billy Joel y la modelo Christie Brinkley. Joel lanzó un EP, Sketches (2006), y varios sencillos en sellos discográficos independientes. Ha actuado en numerosos eventos benéficos y eventos de moda en la ciudad de Nueva York.

## Primeros años
Joel nació el 29 de diciembre de 1985, en Manhattan, Nueva York. Es hija del cantautor Billy Joel y la modelo Christie Brinkley. Su segundo nombre, Ray, honra al músico Ray Charles, con quien su padre grabó la canción "Baby Grand". A través de su madre, tiene un medio hermano, Jack Paris Brinkley (nacido como Jack Paris Taubman, el 2 de junio de 1995), y una media hermana, Sailor Brinkley Cook (nacida el 1 de julio de 1998). Alexa también tiene dos medias hermanas por parte de su padre, Della Rose (nacida el 12 de agosto de 2015) y Remy Anne (nacida el 22 de octubre de 2017).
Su padre escribió su canción de 1993 "Lullabye (Goodnight, My Angel)" para ella. Alexa la ha proclamado como su canción favorita que él haya escrito. Su canción de 1989, "The Downeaster Alexa", lleva el título de un barco al que nombró en honor de ella, aunque esta canción en realidad trata sobre las luchas de los pescadores de Long Island. También le hace una mención en la canción de 1989 "Leningrad", cuya letra original, traducida al español, dice: "... Él hizo reír a mi hija, luego nos abrazamos...", donde "Él" está refiriéndose a un hombre ruso que se convirtió en payaso de circo después de estar en el Ejército Rojo.
Alexa Joel es conocida por su propia composición melódica y ha señalado que su educación musical le brindó una "mirada interna única al proceso de composición", y que "no es de extrañar que escriba música de la misma manera que mi padre lo hace: primero la melodía y segundo la letra". Joel dijo que a la edad de 15 años estaba terminando canciones completas con acompañamiento de piano y escribiendo poesía.

## Carrera
En 2005, a los 19 años, Joel formó una banda y realizó su primer show en vivo en Maxwell's en Hoboken, Nueva Jersey. En 2006, Joel tocó en casi 100 shows,[cita requerida] incluida una gira por locales de Hard Rock Cafe completada en mayo de 2006.

### Sketches
Joel se editó a sí misma y distribuyó de forma independiente el EP Sketches, de seis canciones, en agosto de 2006. Joel explicó: "Se llama Sketches porque son como bocetos en bruto... Tres de las canciones, en realidad, se hicieron en una sola toma". Joel diseñó e ilustró la portada del CD, el empaque y los encartes que incluían sus letras escritas a mano. Sketches también incluyó una versión pop-rock de "Don't Let It Bring You Down", de Neil Young.

### Después deSketches
Joel actuó en el New Orleans Jazz &amp; Heritage Festival en abril de 2007, el Bonnaroo Music &amp; Arts Festival en junio del mismo año, y el Albany Riverfront Jazz Festival el siguiente septiembre.
Joel actuó en el escenario con su padre durante el concierto benéfico del Fondo de la Fundación Rainforest en el Carnegie Hall el 8 de mayo de 2008. Otros eventos benéficos en los que ha actuado Joel incluyen el concierto benéfico "Save Sag Harbor" (2008), el acto "Stage For The Cure" en beneficio del cáncer pediátrico (Nueva York, 2008), un acto benéfico para "The Art of Elysium" (artistas para niños gravemente enfermos; The Hamptons, 2009), un acto benéfico para Habitat for Humanity (Long Beach, Nueva York, 2010), el acto "Right To Play Day" (Sag Harbor, Nueva York, 2010), y el acto de la Fundación Eric Trump para St. Jude Children's Research Hospital (Nueva York, 2010). También ha apoyado los derechos de los animales, incluyendo al Animal Haven's Speakeasy Bash (Nueva York, 2012).[cita requerida]
Alexa y su padre interpretaron la canción "Baby Grand" en una recaudación de fondos para las elecciones de Barack Obama en el Hammerstein Ballroom el 16 de octubre de 2008.
Joel debutó con su sencillo "Invisible" en The Wendy Williams Show en octubre de 2009, la cual describe como una "balada impulsada por el piano... que trata sobre una mala ruptura".

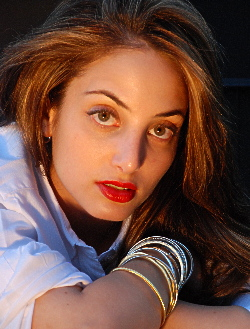
Joel en 2010

El sencillo de Alexa Joel, "Notice Me", lanzado el 24 de mayo de 2010, fue catalogado como una "canción Hit-Bound" en el canal de radio satelital Sirius XM Hits 1 en agosto de 2010. Newsday describió el sencillo como "un cerebro despreocupado" y "riffs de guitarra llenos de vitalidad y un estribillo instantáneamente tarareable" que hizo que el trabajo de Joel "sonara como Regina Spektor cruzada con Katy Perry". "Notice Me" fue la primera colaboración de Joel con el productor Tommy Byrnes y la primera desde que firmó con la compañía de gestión de Long Beach, Nueva York, OCD Music Group/The Hang Productions. Joel describió el video de "Notice Me" como un uso de la moda para mostrar tanto un aspecto moderno como un estilo antiguo.
Joel hizo residencias en la ciudad de Nueva York, incluido el Oak Room del Plaza Hotel (finales de 2010-2011, donde se dijo que agregaba un "ambiente contemporáneo"  al "lugar histórico" ) y el Café Carlyle en el Carlyle Hotel (abril de 2014).

### Moda
Joel participa activamente en los eventos de moda de Nueva York. Actuó en la "Fashion's Night Out" de Manhattan en 2009 (Elie Tahari), 2010 (Bloomingdale's) y 2011 (Bloomingdale's). Joel entrevistó a celebridades y diseñadores como anfitriona del sitio web de redes sociales Julib.com durante la Semana de la Moda de Nueva York en septiembre de 2012 y febrero de 2013, y actuó en el lanzamiento del libro de Bobbi Brown Pretty Powerful: Historias de belleza para inspirar confianza, además de aparecer con Brown en el programa televisivo Today. En 2017, Joel posó para la edición de trajes de baño de Sports Illustrated junto con su madre, Christie Brinkley, y su media hermana, Sailor Brinkley-Cook.
Apareció también en la portada del número de la revista Beauty Issue de BELLA en 2018.

## Patrocinios
En febrero de 2010, Joel fue elegida como la nueva portavoz de la marca de champú Prell de Ultimark Products, y las canciones de Joel sirvieron como fondo para los comerciales. Fuentes del New York Post dijeron que persuadieron a Joel para que aceptara el contrato de patrocinio comercial debido a la oportunidad de promocionar su música. Además, se dijo que a Joel le había gustado la idea de suceder a su madre, Christie Brinkley, quien fue el rostro de Prell en 1986.
En septiembre de 2013, Joel se convirtió en parte de la campaña publicitaria de televisión "Back to Blue" de Gap, interpretando una versión de la canción de 1977 de su padre "Just the Way You Are".

## Vida personal
El 5 de diciembre de 2009, Joel ingirió una gran cantidad de Traumeel, una alternativa homeopática al ibuprofeno. Se informó que Joel había tomado "varias pastillas"; un toxicólogo del Centro Médico de la Universidad de Nueva York dijo que el medicamento "no tiene ningún ingrediente activo" e indicó que era esencialmente imposible sufrir una sobredosis ("básicamente estaría tomando más de nada"). Al ser entrevistada seis meses después por ABC News, Joel se describió a sí misma como "angustiada y con mucho dolor" después del final de una relación romántica de cuatro años, pero que no quería molestar a nadie porque era la temporada navideña. "No estaba tratando de suicidarme. Estaba en pánico. No estaba pensando claramente en absoluto. Tenía mucho dolor y solo quería adormecerlo". "La intención era calmarme porque estaba teniendo un ataque de pánico".
Joel le dijo a la revista People que su cirugía de nariz de abril de 2010 se produjo después de cinco años de consideración, y fue para corregir un tabique desviado y sentirse mejor consigo misma, Joel había sido "inconsciente de las fotos tomadas de lado". Joel explicó que esperó para su cirugía hasta que "estuviera en un lugar mejor" que en el momento del incidente de Traumeel cuatro meses antes, y afirmó además que "ha terminado con la cirugía plástica".
En una entrevista de julio de 2010 con 20/20, Joel habló sobre "salir de las sombras" de sus "dos padres megaestrellas" y sobre la recuperación de su crisis de depresión de diciembre de 2009. Si bien reconoció que había sido "aterrador" ser "comparada con una leyenda del rock and roll", se dijo que su confianza fue "ayudada por una aceptación más amplia" por parte de otros. Al afirmar que "no soy una chica rubia con ojos azules y eso está bien", agregó que el hecho de que Ultimark Products se acercara a ella para ser la cara del champú Prell fue un "gran refuerzo de confianza". Al describir la superación de la dependencia de la relación que desencadenó su incidente de Traumeel en diciembre de 2009, dijo: "Tengo que conseguir una nueva banda, canciones completamente nuevas, un plan de carrera completamente nuevo. Todo cambió después de ese incidente".
En 2013, Joel comenzó a salir con el restaurador Ryan Gleason. Se comprometieron el 1 de enero de 2018. Durante 2021, la boda se pospuso debido a la pandemia de COVID-19.

## Discografía

### Sketches
(Agosto de 2006) (EP, Audio Bee (sello)) 
1. "The Heart of Me" – 5:23
2. "Now It's Gone" – 3:32
3. "Don't Let It Bring You Down" – 3:05
4. "The Revolution Song" – 4:17
5. "Resistance" – 4:07
6. "Song of Yesterday" – 2:53

### For All My Days
(Enero de 2008) (sencillo, Audio Bee (sello)) 
1. "For All My Days" – 4:42

### Invisible
(Octubre de 2009) (sencillo) 
1. "Invisible"

### Notice Me
(Mayo de 2010) (sencillo, Audio Bee o OCD Music Group/The Hang Productions o ARJ Music (sello))
1. "Notice Me" – 2:48

### "All I Can Do Is Love"
(1 de agosto de 2011) (sencillo, ARJ Music)
1. "All I Can Do Is Love" – 3:50

### Beg You to Stay
(8 de noviembre de 2011) (sencillo, ARJ Music) 
1. "Beg You to Stay" – 4:48

### Just The Way You Are
(16 de septiembre de 2013) (sencillo) 
1. "Just the Way You Are" – 4:13